# Redención del Campesino
Redención del Campesino är en ort i Mexiko.   Den ligger i kommunen San Carlos och delstaten Tamaulipas, i den centrala delen av landet, 500 km norr om huvudstaden Mexico City. Redención del Campesino ligger 181 meter över havet och antalet invånare är 189.
Terrängen runt Redención del Campesino är platt, och sluttar österut. Runt Redención del Campesino är det glesbefolkat, med 10 invånare per kvadratkilometer. Närmaste större samhälle är Guadalupe Victoria, 11,9 km sydväst om Redención del Campesino. Trakten runt Redención del Campesino består i huvudsak av gräsmarker.